# نقص الأسنان
يُعرَّف نقص الأسنان بأنه الغياب النمائي لسن واحد أو أكثر باستثناء الأضراس الثالثة. تعد إحدى أكثر حالات تشوه الأسنان شيوعًا، وقد يكون لها أثر سلبي على الوظيفة والمظهر على حد سواء. نادرًا ما يحدث في الأسنان الأولية (المعروفة أيضًا باسم الأسنان اللبنية والأسنان المؤقتة وأسنان الرضع) ويشمل النقص الأكثر شيوعًا الضواحك الثانية والقواطع الجانبية العلوية لدى البالغين. يحدث عادةً كجزء من متلازمة تتضمن تشوهات أخرى وتتطلب علاجًا متعدد التخصصات.
يمكن تقسيم الظاهرة إلى ما يلي حسب عدد الأسنان المعنية:
1. نقص الأسنان: فقدان 1-6 أسنان باستثناء الأضراس الثالثة
2. قلة الأسنان: فقدان 6 أسنان دائمة أو أكثر باستثناء الأضراس الثالثة
3. انعدام الأسنان: الغياب التام للأسنان

## العلامات والأعراض
عادةً ما تكون جميع أسنان الطفل موجودة في سن الثالثة. أما بالنسبة لأسنان البالغين، فتظهر بين السنة السادسة والرابعة عشرة، باستثناء الضرس الثالث، المعروف أيضًا باسم ضرس العقل الذي ينبثق عادةً بين 17-25 عامًا. إذا لم ينبثق السن في العمر المناسب، يتم أخذ صور بالأشعة البانورامية.

### المظاهر السنية
قد تظهر حالة صغر الأسنان في واحد أو أكثر من الأسنان الأخرى. هذا يعني أن الأسنان تبدو أصغر من الطبيعي، ويمكن ملاحظتها في كل من الأسنان الأولية والدائمة. قد تكون هذه الحالة مرتبطة بالوراثة، وفي الحالات الشديدة، قد تظهر على شكل خلل التنسج الأديمي الظاهر أو الشفة المشقوقة أو الحنك المشقوق أو متلازمة داون. قد يكون التأخر في نمو الأسنان بمثابة مؤشر أيضًا، إذ يؤدي عدم وجود سن لاحق بالغ إلى إبطاء الارتشاف الطبيعي لجذور الأسنان اللبنية، ما يعني الفقدان التدريجي لأجزاء السن.
يمكن اكتشاف سوء التوضع للأسنان البالغة بالفحص أو التصوير الشعاعي. قد تكون إحدى العواقب هي اعتراض سن بالغ لسن لبني، ما يسبب فقدان مبكر لأوانه أو توضع خاطئ. قد يكون ذلك بسبب عدم وجود الأسنان المجاورة التي تعمل كموجه أثناء بزوغ السن أو عدم وجود مساحة في الفك لبزوغها بسبب سوء الإطباق.

## السبب
اقتُرحت عدة نظريات متعلقة بمسببات نقص الأسنان في الأدبيات الموجودة. كانت هناك العديد من النظريات التي تبحث غالبًا في الجوانب الجينية والبيئية ودور كليهما. مع ذلك، ما يزال السبب الدقيق غير واضح. ما يزال مدى التأثيرات الفردية للعوامل الوراثية والبيئية موضع نقاش واسع.
يمكن تصنيف النظريات المتعلقة بالآلية التي يحدث من خلالها نقص الأسنان إلى تطورية أو تشريحية.

### العوامل البيئية
يمكن تصنيف العوامل البيئية إلى مجموعتين رئيسيتين، باضعة وغير باضعة. تعمل هذه العوامل بشكل مجتمع أو مستقل، وتؤثر في النهاية على توضع السن ونموه الفسيولوجي.
قد تؤثر العوامل البيئية الباضعة على نمو الأسنان وتوضعها ما يؤدي إلى نقص الأسنان وانحشارها. تشمل الأمثلة كسور الفك والإجراءات الجراحية وخلع السن اللبني السابق. أُثبت أن العلاج مثل التشعع له تأثيرات شديدة على الأسنان النامية. وُجد أن العلاج الكيميائي له تأثير مماثل، ولكن، بدرجة أقل. اكتُشف وجود دور مسبب لدواء ثاليدوميد (ن-فتالوئيل غلوتامين) على الأمهات اللائي تناولن الدواء أثناء الحمل، ما يؤدي إلى فقدان أسنان أطفالهن خلقيًا. تبين أيضًا وجود ارتباط بين الأمراض الجهازية واضطرابات الغدد الصماء (مثل قصور جارات الدرقية وقصور جارات الدرق الكاذب مجهولي السبب) وخلل التنسج الأديمي الظاهر. مع ذلك، لم تنشأ بعد نظرية توضح العلاقة السببية تمامًا. تشمل أمثلة العدوى الحصبة الألمانية والمبيضات. قد يكون كل من التعرض لمركبات ثنائي الفينيل متعدد الكلور (مثل الديوكسين) والحساسية وتقشر الأنسجة المتموتة البشروية التسممي بعد تفاعل دوائي من العوامل المساهمة أيضًا.
في دراسة حديثة لتقييم عوامل الخطر البيئية لنقص الأسنان، تبين أن تدخين الأم يلعب دورًا مسببًا في نقص الأسنان. تم تقييم التدخين السلبي والكافيين أيضًا ولكن، لم تظهر النتائج أي دلالة إحصائية.
نشرت مجلة الجمعية الأمريكية لطب الأسنان بيانات أولية تشير إلى وجود علاقة إحصائية بين نقص الأسنان الدائمة وسرطان المبيض الظهاري. تُظهر الدراسة أن النساء المصابات بـسرطان المبيض الظهاري أكثر عرضة بنسبة 8.1 مرة لأن يعانين من نقص الأسنان مقارنةً بالنساء غير المصابات. لذلك، يُعتقد أن نقص الأسنان قد يكون بمثابة «مؤشر» لخطر الإصابة بسرطان المبيض الظهاري لدى النساء.

## بحث
في الستينيات والسبعينيات من القرن العشرين، أجريت العديد من الدراسات برعاية هيئة الطاقة الذرية الأمريكية، بهدف إيجاد صلة بين علم الوراثة ونقص الأسنان.

## التأثير
هناك العديد من الدراسات والتقارير البحثية حول انتشار ومسببات وعلاج نقص الأسنان وتأثيره على البنية العظمية السنية. بحثت بعض الدراسات في نوعية الحياة المتعلقة بصحة الفم لدى الأفراد الذين يعانون من نقص الأسنان وقدمت بعض الأدلة على أن نقص الأسنان قد يؤثر على نوعية الحياة. 

## التدبير
نقص الأسنان هو حالة قد تظهر بطرق مختلفة مع اختلاف الشدة. ينتج عن ذلك مجموعة واسعة من طرق العلاج المتاحة. ينبغي السماح للمتضررين بالنظر في هذه العلاجات واختيار الأنسب منها بحسب اعتقادهم الشخصي. يعد التشخيص المبكر لنقص الأسنان أمرًا بالغ الأهمية لنجاح العلاج. يشمل علاج نقص الأسنان متخصصين في أقسام مثل جراحة الفم والوجه والفكين وطب الأسنان الجراحي وطب أسنان الأطفال وتقويم الأسنان والتعويضات السنية.
قبل تحديد خطة العلاج، يجب تحديد ما يلي:
- عدد الأسنان المفقودة [32][33]
- حجم وعدد الأسنان المتبقية في كلي القوسين [32]
- سوء الإطباق [32][33]
- المظهر الجانبي للوجه [32][33]
- حجم العظام[32]
- العمر: لا يمكن البدء بالعلاج النهائي لنقص الأسنان إلا بعد بزوغ كل الأسنان الدائمة، أو عند الانتهاء من علاج تقويم الأسنان [31][33]
- حالة الأسنان الأولية [33]
- دافع المريض للعلاج [33]

تقليديًا، تضمّن تدبير نقص الأسنان استبدال الأسنان المفقودة. من خلال استبدال الأسنان المفقودة، يمكن منع ميلان الأسنان المجاورة أو انزياحها، ومنع فرط بزوغ الأسنان المتقابلة ما قد يؤثر على الإطباق ويسبب خلل المفصل الصدغي الفكي السفلي ويؤثر على قابلية المريض للإصابة بأمراض اللثة وتآكل الأسنان وكسور الأسنان. مع ذلك، أشارت الدراسات إلى أنه يمكن تحقيق إطباق تام حتى مع وجود قوس قصيرة مكونة من 10 أزواج من الأسنان. تدعم النتائج مفهوم إمكانية إحداث إطباق صحي وتام رغم نقص الأسنان طالما أن هناك عددًا مقبولًا من الأسنان لتشارك في الإطباق. مع ذلك، قد لا تكون تقنية التدبير هذه مناسبة لمن يعانون من أمراض اللثة أو سلوكيات غير وظيفية (صرير الأسنان أو فرط احتكاكها) أو سوء الإطباق.